# Rhode, County Offaly
Rhode (iriska: Ród) är en ort i republiken Irland.   Den ligger i grevskapet Offaly och provinsen Leinster, i den centrala delen av landet, 60 km väster om huvudstaden Dublin. Rhode ligger 94 meter över havet och antalet invånare är 778.